# New Orleans (gebouw)
New Orleans is een wolkenkrabber in de Nederlandse stad Rotterdam naar het ontwerp van Álvaro Siza.
Het gebouw staat aan de Otto Reuchlinweg op de Wilhelminapier en grenst aan de rivier de Nieuwe Maas. In 2007 werd het startsein voor de bouw van de New Orleans gegeven. In het voorjaar van 2010 heeft het gebouw zijn hoogste punt bereikt en op 6 november 2010 werd het gebouw officieel geopend.
Het 158,35 meter hoge gebouw is het op twee na hoogste gebouw van Rotterdam en Nederland en de op een na hoogste woontoren. Onderin en daarnaast is het multidisciplinaire theater LantarenVenster gevestigd, met vijf theaterzalen en een speciaal jazzpodium.
Het woontorencomplex De Zalmhaven (215 meter) heeft New Orleans van de koppositie gestoten als hoogste woontoren.
Het gebouw bevat kantoren en appartementen. Op 45 verdiepingen zijn 47 koopappartementen en 187 huurappartementen gerealiseerd. Deze toren is onderdeel van het herontwikkelingsplan van de Wilhelminapier.

## Foto's

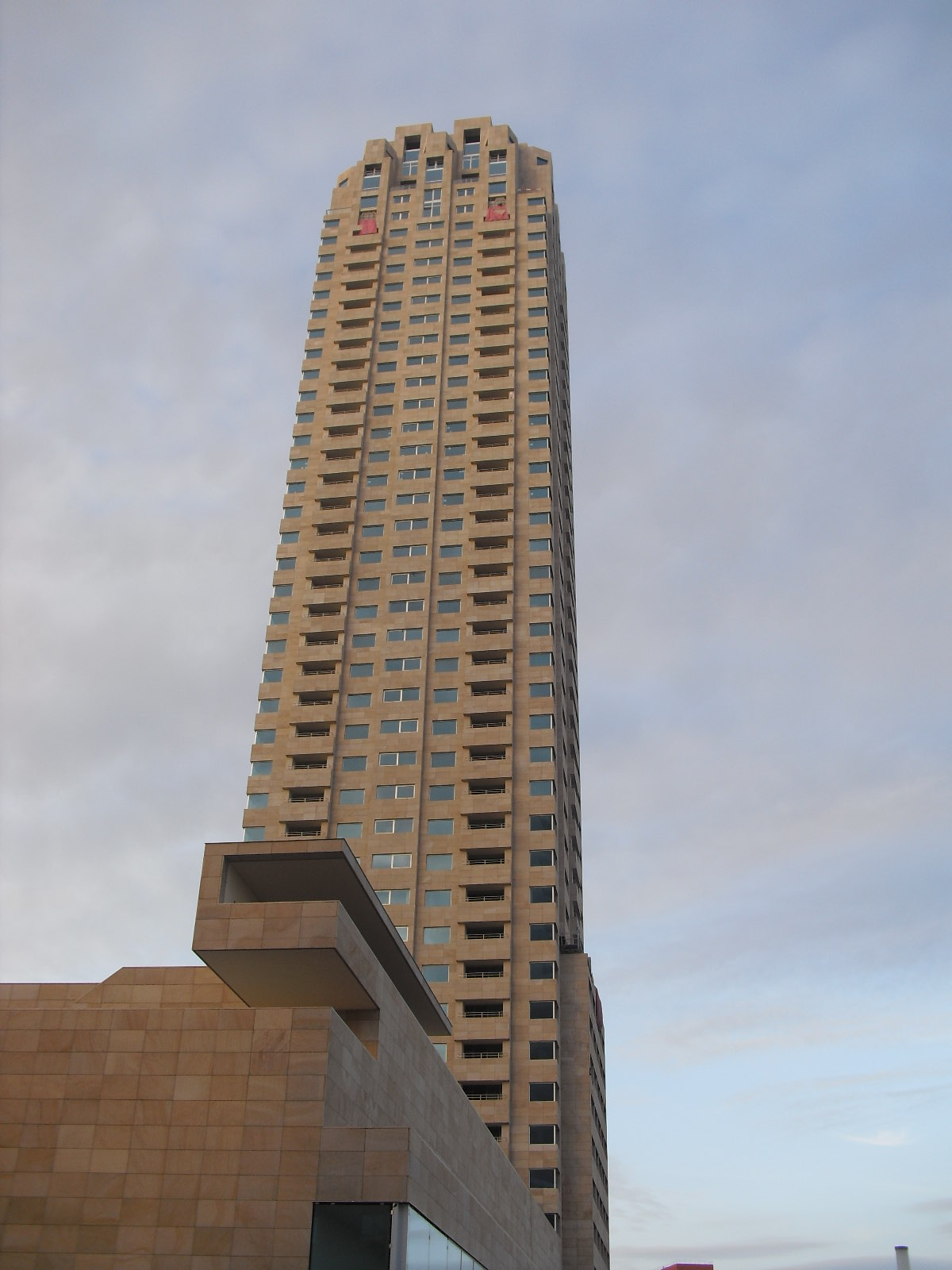
11 september 2010
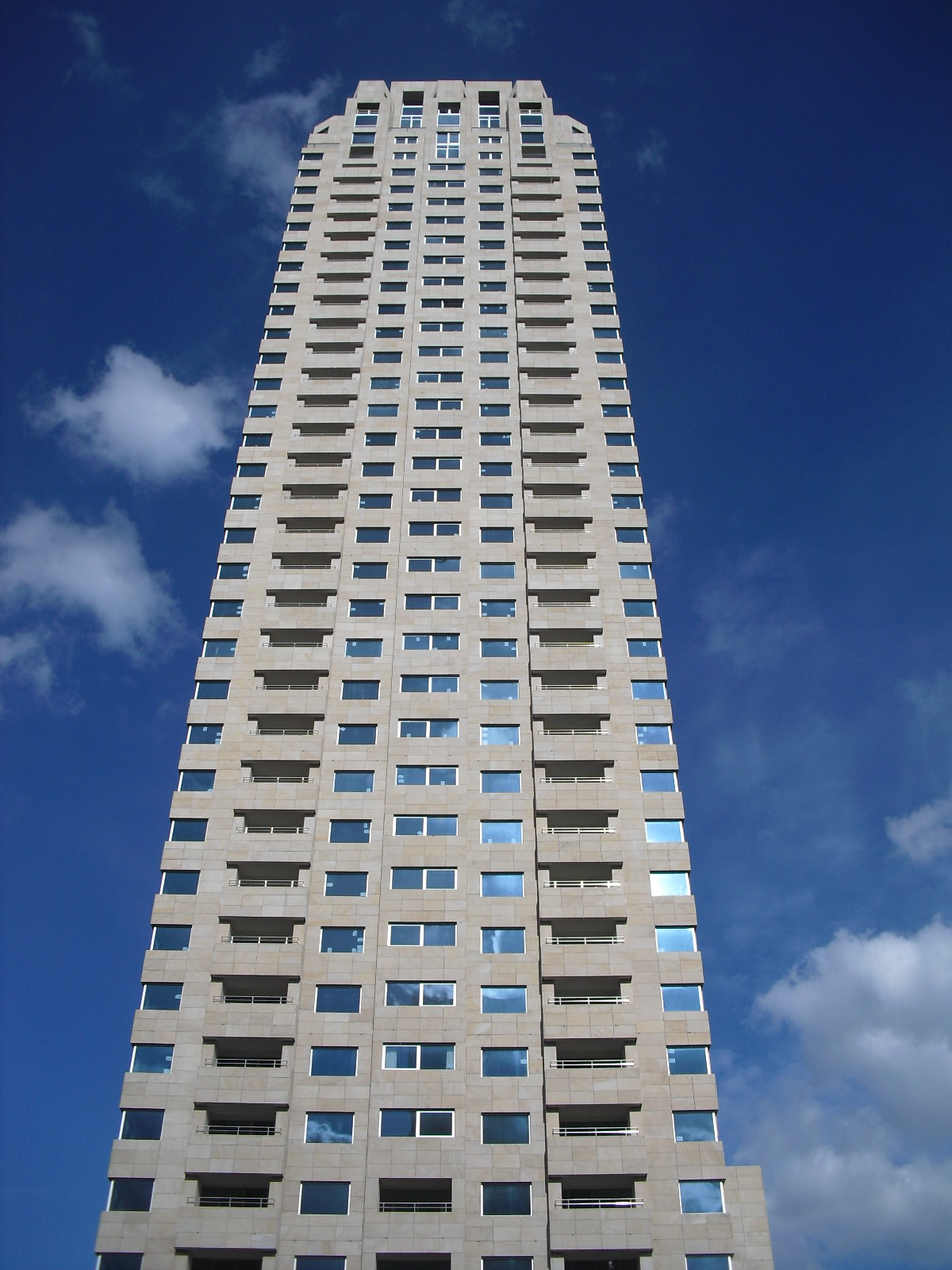
18 september 2010
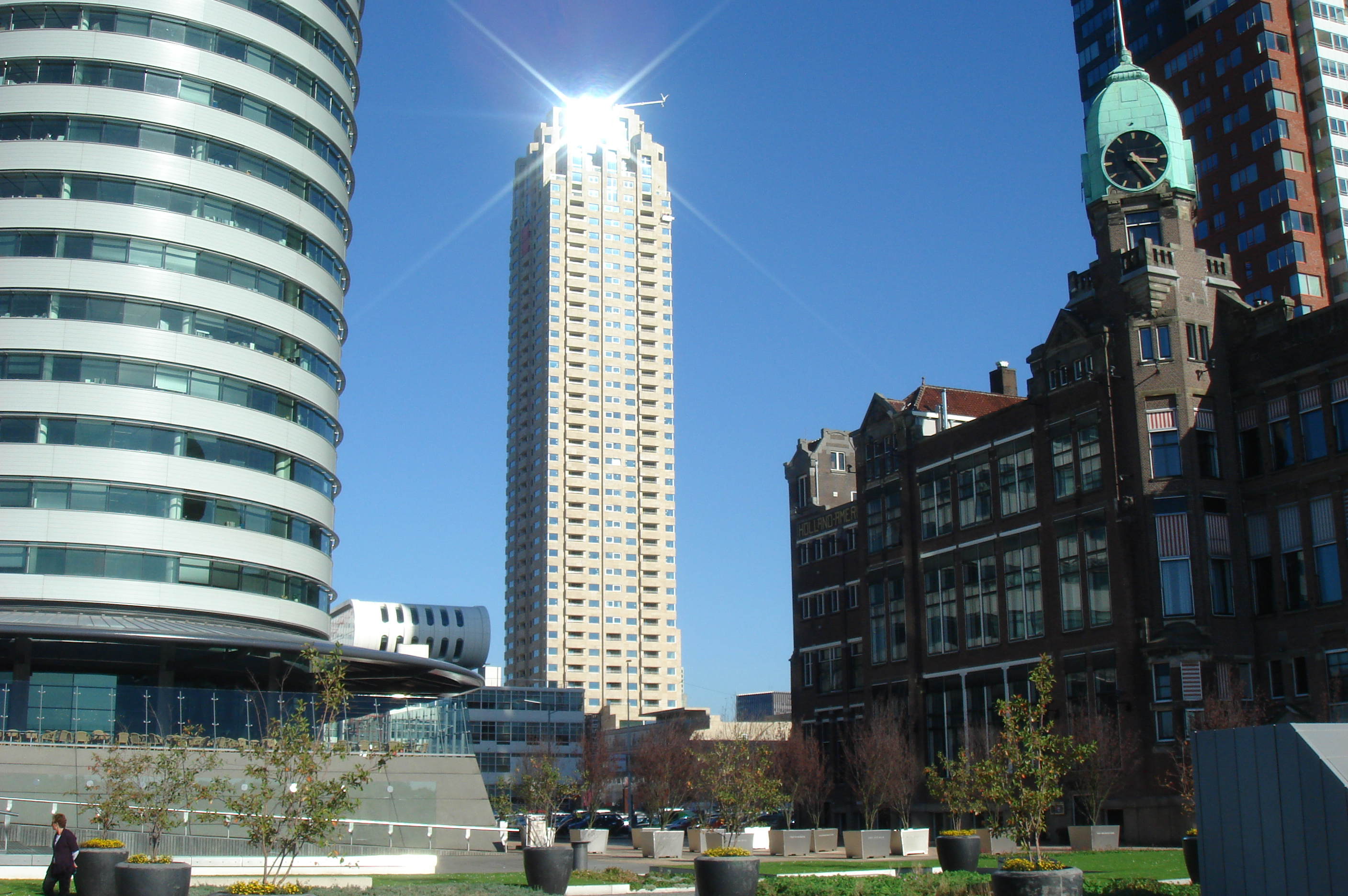
18 oktober 2010

100Hoog · CasaNova · Cooltoren · Coopvaert · De Hoge Heren · De Rotterdam · De Zalmhaven · Delftse Poort · Erasmus MC · FIRST Rotterdam · Five55 · Hofpoort · Maastoren · Millenniumtoren · Montevideo · New Orleans · Oosterbaken · Pegasustoren · Robecotoren · Schielandtoren · The Muse · The Red Apple · The Sax · Toren op Zuid · Up:Town · Waterstadtoren · Weenatoren · Westerlaantoren · World Port Center ·
Cooltoren (Rotterdam) · Delftse Poort (Rotterdam) · FIRST (Rotterdam) · Hoftoren (Den Haag) · JuBi-gebouw (Den Haag) · De Kroon (Den Haag) · Maastoren (Rotterdam) · Millenniumtoren (Rotterdam) · Mondriaantoren (Amsterdam) · Montevideo (Rotterdam) · New Babylon (Den Haag)  · New Orleans (Rotterdam) · The Red Apple (Rotterdam) · Rembrandttoren (Amsterdam) · De Rotterdam (Rotterdam) · Het Strijkijzer (Den Haag) · Westpoint (Tilburg) · World Port Center (Rotterdam) · De Zalmhaven (Rotterdam)
Achmeatoren (Leeuwarden) · Alphatoren (Enschede) · Carlton (Almere) · Erasmusgebouw (Nijmegen) · Europees Octrooibureau (Rijswijk) · EWI-gebouw (Delft) · Hondsrugtoren (Emmen) · Innovatoren (Venlo) · Kempkensberg (Groningen) · Niko (Eindhoven) · Provinciehuis ('s-Hertogenbosch) · Rabobank (Utrecht) · Sardijntoren (Vlissingen) · IJsseltoren (Zwolle)